# جون إل. تايلور
جون إل. تايلور (بالإنجليزية: John L. Taylor)‏ هو محامي وسياسي أمريكي، ولد في 7 مارس 1805 في مقاطعة ستافورد في الولايات المتحدة، وتوفي في 6 سبتمبر 1870 في واشنطن العاصمة في الولايات المتحدة. حزبياً، نشط في حزب اليمين. وقد انتخب عضو مجلس النواب الأمريكي.